# Tetragnatha elyunquensis
Tetragnatha elyunquensis este o specie de păianjeni din genul Tetragnatha, familia Tetragnathidae, descrisă de Petrunkevitch, 1930. Conform Catalogue of Life specia Tetragnatha elyunquensis nu are subspecii cunoscute.